# Bảo tàng Bưu điện và Viễn thông ở Wrocław
Bảo tàng Bưu điện và Viễn thông ở Wrocław (tiếng Ba Lan: Muzeum Poczty i Telekomunikacji we Wrocławiu) là một bảo tàng có địa chỉ ở số 1 Phố Zygmunta Krasińskiego, Wrocław, Ba Lan. Bảo tàng Bưu điện và Viễn thông ở Wrocław là bảo tàng duy nhất ở Ba Lan thu thập các hiện vật ghi lại lịch sử của ngành bưu chính, viễn thông và điện báo ở Ba Lan.

## Lược sử hình thành
Bảo tàng Bưu điện và Viễn thông ở Wrocław được thành lập vào ngày 25 tháng 1 năm 1921 tại Warsaw. Trụ sở của Bảo tàng nằm ở thủ đô cho đến năm 1951. Năm 1956, trụ sở của Bảo tàng được chuyển đến Wrocław, và Bảo tàng hoạt động ở địa điểm mới này cho đến ngày nay.
Năm 1988, Bảo tàng Bưu điện và Viễn thông ở Wrocław trở thành thành viên của ICOM (Hội đồng Bảo tàng Quốc tế) và IATM (Hiệp hội các Bảo tàng Giao thông Vận tải Quốc tế).
Trong các năm 1979–2003, Bảo tàng có một chi nhánh ở Gdańsk (Bảo tàng Bưu điện Ba Lan ở Gdańsk).

## Triển lãm
Bộ sưu tập của Bảo tàng Bưu điện và Viễn thông ở Wrocław hiện đang bao gồm năm triển lãm thường trực:
- lịch sử của bưu điện Ba Lan (tài liệu lịch sử, tem bưu chính, tranh vẽ, chân dung, bản khắc, ảnh, huy chương, và các thứ khác)

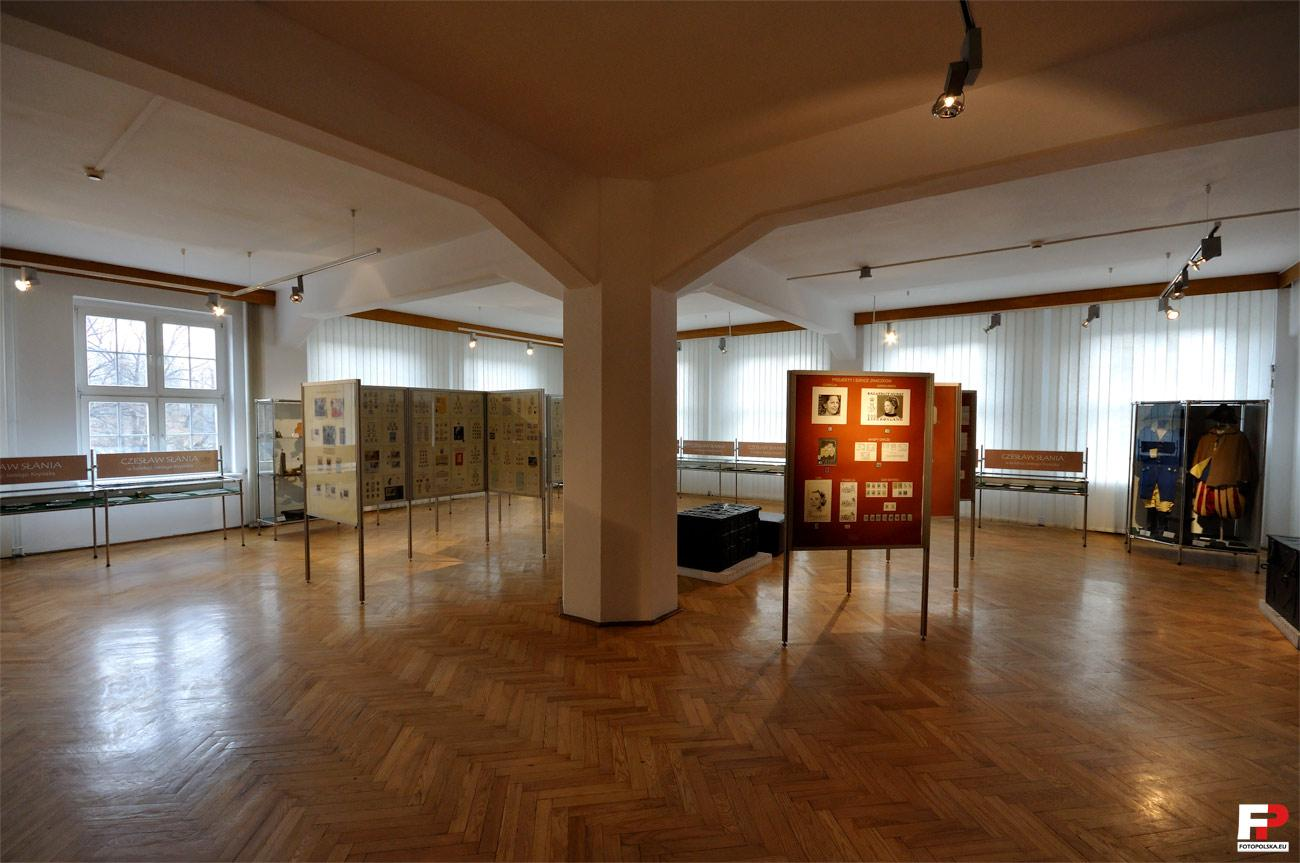
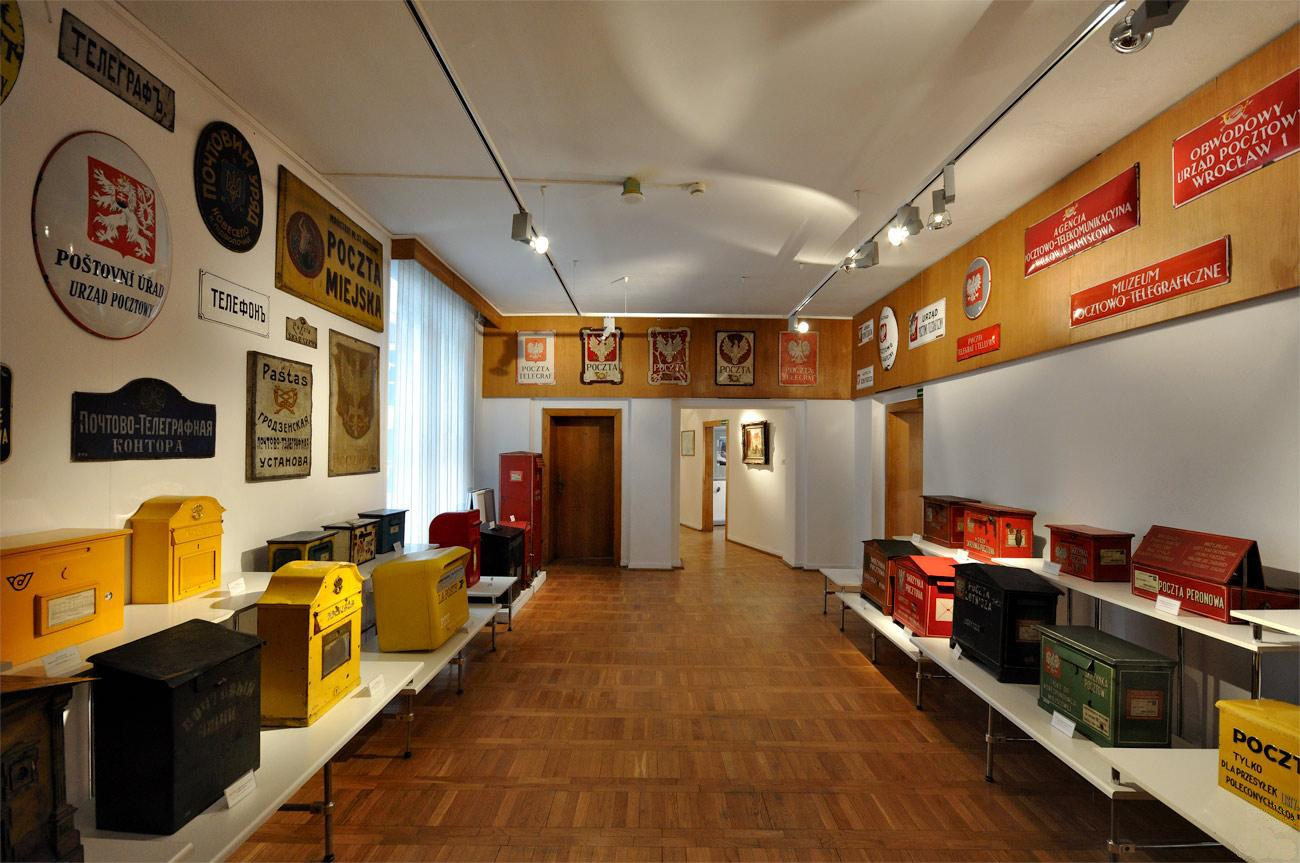
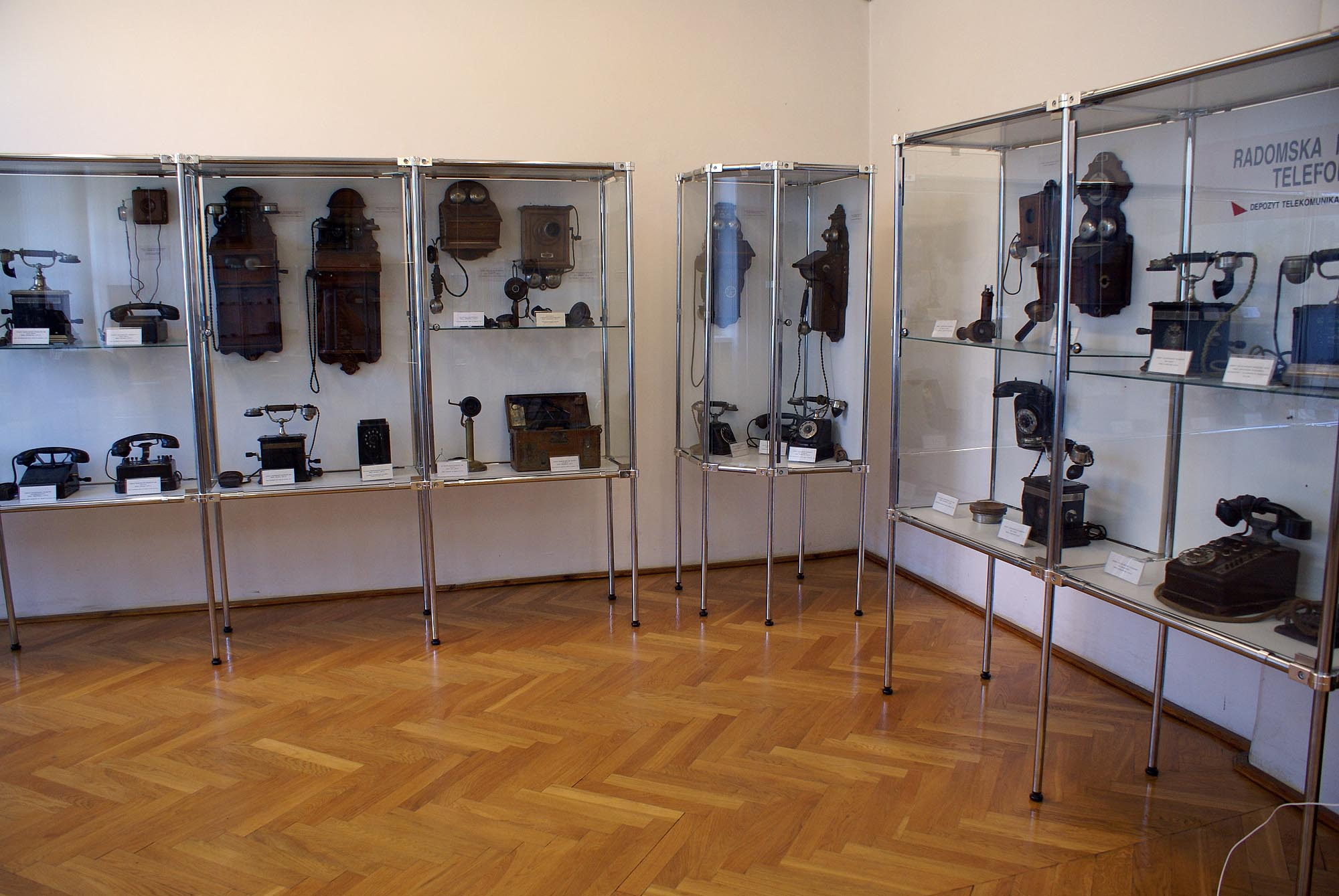
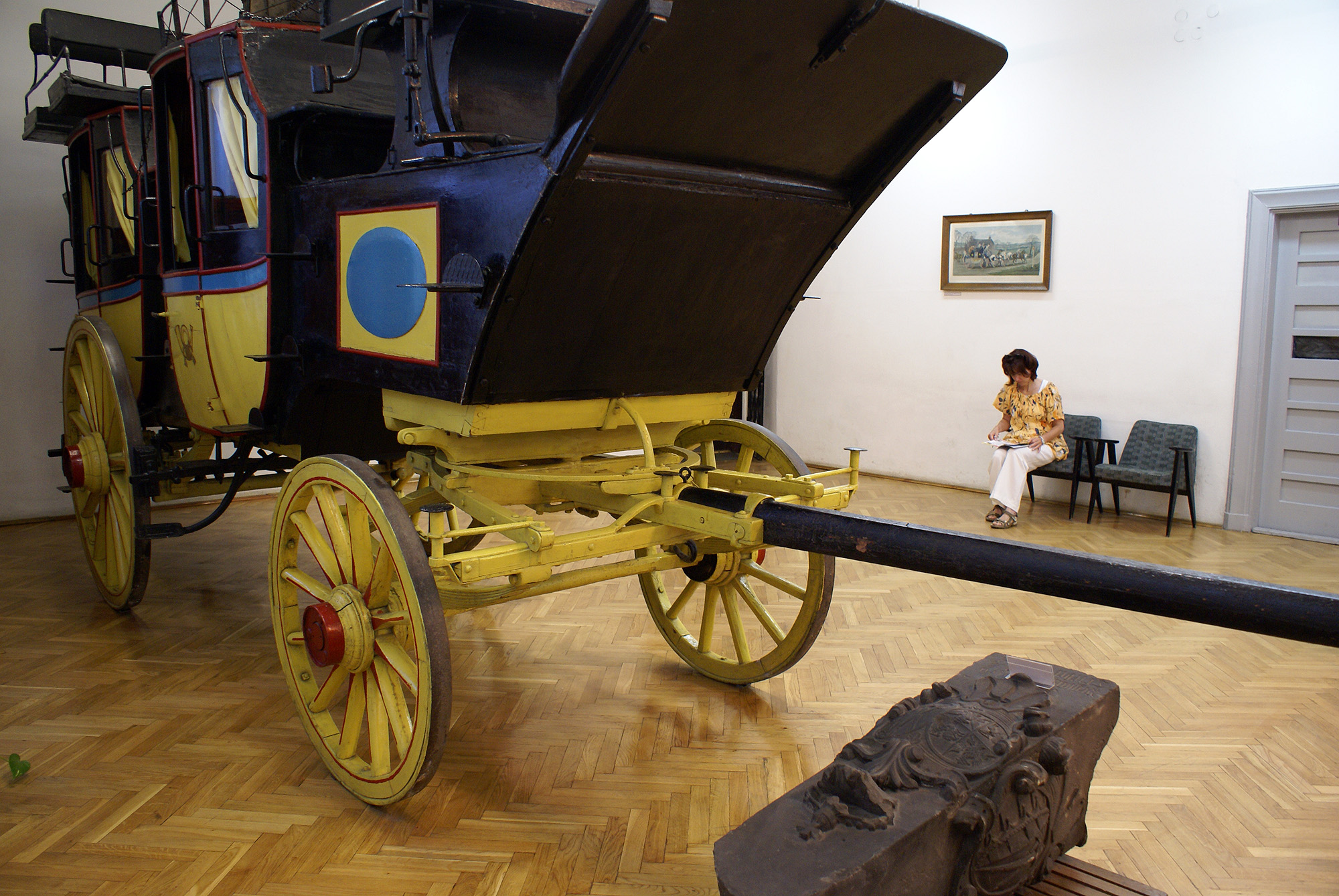

- bảng hiệu và hộp thư
- xe ngựa
- điện báo và điện thoại
- đài phát thanh và truyền hình